# El Carmen kommun, Mexiko
El Carmen är en kommun i Mexiko.   Den ligger i delstaten Nuevo León, i den centrala delen av landet, 700 km norr om huvudstaden Mexico City. Arean är 131 kvadratkilometer.
Terrängen i El Carmen är varierad.
Följande samhällen finns i El Carmen:
- Alianza Real
- Buena Vista
- Fraccionamiento del Valle
- Emiliano Zapata